# Escala de Beaufort

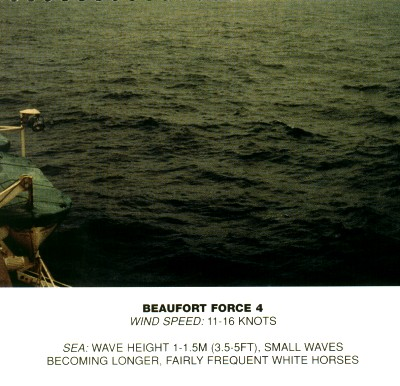
Escala de Beaufort 4.

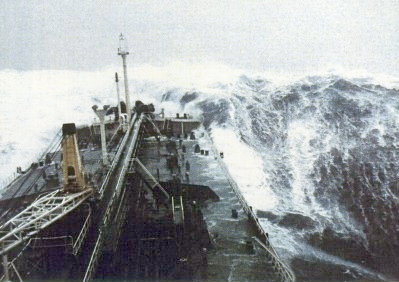
Escala de Beaufort fuerza 12.

La escala de Beaufort de la fuerza de los vientos es una medida empírica de la intensidad del viento basada principalmente en el estado del mar, de sus olas y la fuerza del viento.

## Historia
La escala fue creada por Sir Francis Beaufort, oficial naval e hidrógrafo irlandés, alrededor de 1805. Antes de 1800, los oficiales navales hacían observaciones regulares del tiempo, pero no tenían "escala" y las mediciones resultaban muy subjetivas.
La escala inicial no tenía velocidades de vientos, sino que detallaba un conjunto de condiciones cualitativas desde 0 a 12 de acuerdo a cómo un navío actuaría bajo cada una de ellas, desde 'apenas suficiente para maniobrar' hasta 'insostenible para las velas'. La escala se transformó en un parte estándar de las bitácoras para navíos de la Marina Británica a finales de los años 1830.
La escala fue adaptada para uso no naval a partir de los años 1850, cuando los números de Beaufort se asociaron con el número de rotaciones de un anemómetro para medir la velocidad del viento.
En 1906, con el advenimiento del vapor, las descripciones se cambiaron de cómo el mar se comportaba y se extendieron a las observaciones en tierra. El meteorólogo George Simpson, director de la Oficina Meteorológica, fue quien agregó dichos descriptores para tierra.
En 1916, para dar cabida al crecimiento de la potencia de vapor, las descripciones se modificaron en función del comportamiento del mar, no de las velas, y se ampliaron a las observaciones en tierra. George Simpson, CBE (más tarde Sir George Simpson), director de la Oficina Meteorológica del Reino Unido. Meteorological Office, fue el responsable de ello y de la adición de los descriptores terrestres. Las medidas se modificaron ligeramente unas décadas más tarde para mejorar su utilidad para los  meteorólogos. Hoy en día, los meteorólogos suelen expresar la velocidad del viento en kilómetros o millas por hora o, para fines marítimos y de aviación, nudos; pero la terminología de la escala Beaufort se sigue utilizando a veces en las previsiones meteorológicas para la navegación y las  condiciones meteorológicas adversas advertencias dadas al público.
Esta relación solo se estandarizó en 1923, y la medida fue ligeramente alterada algunas décadas más tarde para mejorar su utilidad para los meteorólogos. Hoy, usualmente se numera a los huracanes con valores entre 12 y 16 utilizando la escala de huracanes de Saffir-Simpson, donde un huracán de categoría 1 lleva un número de Beaufort de 12, el de categoría 2, Beaufort 13, etc. La Categoría 1 de tornados en la escala de Fujita y en la escala de TORRO también comienza al final del nivel 12 en la escala de Beaufort.
La escala de Beaufort se extendió en 1944, donde se agregaron las fuerzas 13 a 17. Sin embargo, las fuerzas 13 a 17 solo se aplican en casos especiales, como en ciclones tropicales. Actualmente, la escala extendida se usa en Taiwán y en China, que frecuentemente son afectados por tifones.

### Escala ampliada
La escala de Beaufort se amplió en 1946 cuando se añadieron las fuerzas 13 a 17. Sin embargo, las fuerzas 13 a 17 estaban destinadas a aplicarse sólo en casos especiales, como ciclones tropicales. En la actualidad, la escala ampliada sólo se utiliza en Taiwán y China continental, que suelen verse afectados por tifones. A escala internacional, el Manual de servicios meteorológicos marinos de la OMM (edición de 2012) definía la escala de Beaufort solo hasta fuerza 12 y no había ninguna recomendación sobre el uso de la escala ampliada.

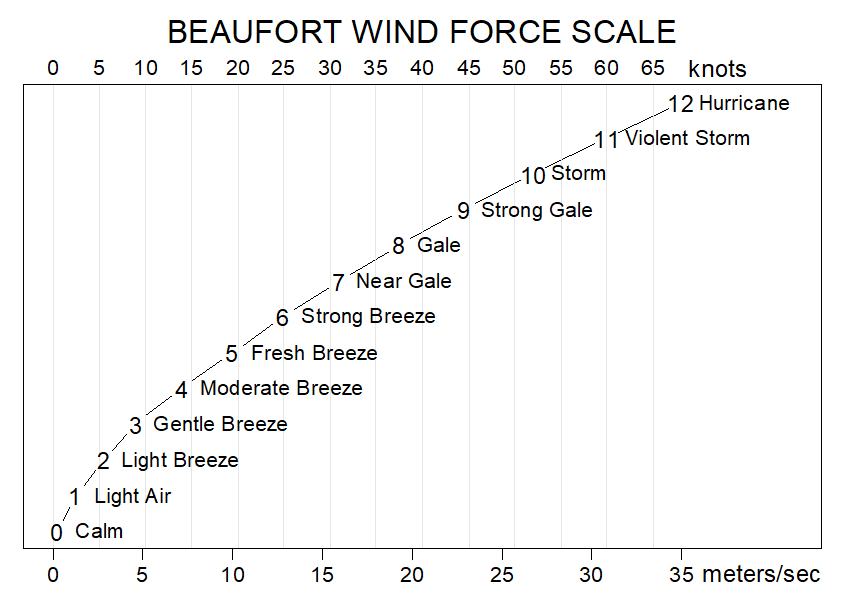
Gráfico de datos que muestra la fuerza del viento Beaufort en unidades de escala, nudos y metros/segundo

La velocidad del viento en la escala de Beaufort de 1946 se basa en la relación empírica:
- v = 0.836 B3/2 m/s
- v = 1.625 B3/2 nudos ({\displaystyle ={\frac {13}{8}}{\sqrt {B^{3}}}})

donde v es la velocidad equivalente del viento a 10 metros sobre la superficie del mar y B es el número de la escala Beaufort. Por ejemplo, B = 9,5 está relacionado con 24,5 m/s que es igual al límite inferior de "10 Beaufort". Utilizando esta fórmula, los vientos más altos en los huracanes serían 23 en la escala. Los tornados F1 de la escala Fujita y T2 de la escala TORRO también comienzan aproximadamente al final del nivel 12 de la escala Beaufort, pero son escalas independientes - aunque los valores del viento de la escala TORRO se basan en la ley de potencia 3/2 que relaciona la velocidad del viento con la fuerza Beaufort.
La altura de las olas en la escala son para las condiciones en el océano abierto, no a lo largo de la costa.

## Escala moderna
| Número de Beaufort | Velocidad del viento (km/h) | Nudos (millas náuticas/h) | Denominación                  | Aspecto del mar                                                                   | Efectos en tierra |
| ------------------ | --------------------------- | ------------------------- | ----------------------------- | --------------------------------------------------------------------------------- | --- |
| 0                  | 0 a 1                       | < 1                       | Calma                         | Despejado                                                                         | Calma, el humo asciende verticalmente                                                                                      |
| 1                  | 2 a 5                       | 1 a 3                     | Ventolina                     | Pequeñas olas, pero sin espuma                                                    | El humo indica la dirección del viento                                                                                     |
| 2                  | 6 a 11                      | 4 a 6                     | Flojito (Brisa muy débil)     | Crestas de apariencia vítrea, sin romper                                          | Se caen las hojas de los árboles, empiezan a moverse los molinos de los campos                                             |
| 3                  | 12 a 19                     | 7 a 10                    | Flojo (Brisa Ligera)          | Pequeñas olas, crestas rompientes.                                                | Se agitan las hojas, ondulan las banderas                                                                                  |
| 4                  | 20 a 28                     | 11 a 16                   | Bonancible (Brisa moderada)   | Borreguillos numerosos, olas cada vez más largas                                  | Se levanta polvo y papeles, se agitan las copas de los árboles                                                             |
| 5                  | 29 a 38                     | 17 a 21                   | Fresquito (Brisa fresca)      | Olas medianas y alargadas, borreguillos muy abundantes                            | Pequeños movimientos de los árboles, superficie de los lagos ondulada                                                      |
| 6                  | 39 a 49                     | 22 a 27                   | Fresco (Brisa fuerte)         | Comienzan a formarse olas grandes, crestas rompientes, espuma                     | Se mueven las ramas de los árboles, dificultad para mantener abierto el paraguas                                           |
| 7                  | 50 a 61                     | 28 a 33                   | Frescachón (Viento fuerte)    | Mar gruesa, con espuma arrastrada en dirección del viento                         | Se mueven los árboles grandes, dificultad para caminar contra el viento                                                    |
| 8                  | 62 a 74                     | 34 a 40                   | Temporal (Viento duro)        | Grandes olas rompientes, franjas de espuma                                        | Se quiebran las copas de los árboles, circulación de personas muy difícil, los vehículos se mueven por sí mismos.          |
| 9                  | 75 a 88                     | 41 a 47                   | Temporal fuerte (Muy duro)    | Olas muy grandes, rompientes. Visibilidad mermada                                 | Daños en árboles, imposible caminar con normalidad. Se empiezan a dañar las construcciones. Arrastre de vehículos.         |
| 10                 | 89 a 102                    | 48 a 55                   | Temporal duro (Temporal)      | Olas muy gruesas con crestas empenachadas. Superficie del mar blanca.             | Árboles arrancados, daños en la estructura de las construcciones. Daños mayores en objetos a la intemperie.                |
| 11                 | 103 a 117                   | 56 a 63                   | Temporal muy duro (Borrasca)  | Olas excepcionalmente grandes, mar completamente blanca, visibilidad muy reducida | Destrucción en todas partes, lluvias muy intensas, inundaciones muy altas. Voladura de personas y de otros muchos objetos. |
| 12                 | + 118                       | +64                       | Temporal huracanado (Huracán) | Olas excepcionalmente grandes, mar blanca, visibilidad nula                       | Voladura de vehículos, árboles, casas, techos y personas. Puede generar un huracán o tifón                                 |

La escala de Beaufort no es una escala exacta ni objetiva; se basaba en la observación visual y subjetiva de un barco y del mar. Posteriormente se determinaron las correspondientes velocidades integrales del viento, pero los valores en diferentes unidades nunca se hicieron equivalentes.[cita requerida]
La escala se utiliza en las previsiones de navegación emitidas por BBC Radio 4 en el Reino Unido, y en las Previsiones de la zona marítima de Met Éireann, el Servicio Meteorológico irlandés. Met Éireann emite un "Aviso para embarcaciones pequeñas" si se esperan vientos de fuerza Beaufort 6 (velocidad media del viento superior a 22 nudos) hasta 10 millas náuticas mar adentro. Met Éireann emite otros avisos para las aguas costeras irlandesas, que se consideran las que se extienden a 30 millas de la costa, y el Mar de Irlanda o parte de él: Los "Avisos de Temporal" se emiten si se esperan vientos de fuerza Beaufort 8; los "Avisos de Temporal Fuerte" se emiten si se esperan vientos de fuerza Beaufort 9 o rachas frecuentes de al menos 52 nudos. Los "Avisos de fuerza de tormenta" se emiten si se esperan vientos de fuerza Beaufort 10 o rachas frecuentes de al menos 61 nudos; los "Avisos de fuerza de tormenta violenta" se emiten si se esperan vientos de fuerza Beaufort 11 o rachas frecuentes de al menos 69 nudos; los "Avisos de fuerza de huracán" se emiten si se esperan vientos de más de 64 nudos.[cita requerida]
Esta escala también se utiliza ampliamente en los Países Bajos, Alemania, Grecia, China, Taiwán, Hong Kong, Malta y Macao, aunque con algunas diferencias entre ellos. Taiwán utiliza la escala de Beaufort con la ampliación a 17 señalada anteriormente. China también cambió a esta versión ampliada sin previo aviso en la mañana del 15 de mayo de 2006, y la escala ampliada se puso en marcha inmediatamente para el tifón Chanchu. Hong Kong y Macao mantienen la fuerza 12 como máxima.[cita requerida]
En los Estados Unidos de América, los vientos de fuerza 6 o 7 dan lugar a la emisión de un aviso para embarcaciones pequeñas, y los vientos de fuerza 8 o 9 a un aviso de vendaval, fuerza 10 u 11 un aviso de tormenta (se emite un aviso de tormenta tropical en lugar de los dos últimos si los vientos están relacionados con un ciclón tropical), y fuerza 12 un aviso de viento huracanado (o aviso de huracán si está relacionado con un ciclón tropical). En los establecimientos costeros se despliega un conjunto de banderas rojas de aviso (luz diurna) y luces rojas de aviso (noche) que coinciden con los distintos niveles de aviso.
En Canadá, los vientos marítimos pronosticados en el rango de 6 a 7 se designan como "fuertes"; 8 a 9 "fuerza de vendaval"; 10 a 11 "fuerza de tormenta"; 12 "fuerza de huracán". El Servicio Meteorológico del Ministerio de Medio Ambiente de Canadá emite los avisos de viento correspondientes: aviso de viento fuerte, aviso de vendaval (fuerza del viento), aviso de tormenta (fuerza del viento) y aviso de viento huracanado. Estas designaciones se estandarizaron a nivel nacional en 2008, mientras que "viento flojo" puede referirse a 0 a 12 o 0 a 15 nudos y "viento moderado" a 12 a 19 o 16 a 19 nudos, dependiendo de la costumbre, definición o práctica regional. Antes de 2008, Environment Canada se refería a un "aviso de viento fuerte" como un "aviso para embarcaciones pequeñas", similar a la terminología estadounidense (Canadá y EE. UU. tienen en común los Grandes Lagos).[cita requerida]

## Escala meteorológica
El nombre de Beaufort también se adjuntó a la escala de Beaufort para informes meteorológicos:
| Símbolo | Interpretación                      |
| ------- | ----------------------------------- |
| b       | cielo azul                          |
| c       | nubes separadas                     |
| d       | lluvia torrencial                   |
| f       | niebla                              |
| g       | oscuro, sombrío                     |
| h       | vivo                                |
| l       | relámpago                           |
| m       | brumoso                             |
| o       | nublado                             |
| p       | lluvias pasajeras                   |
| q       | turbulento                          |
| r       | lluvia                              |
| s       | nieve                               |
| t       | truenos                             |
| u       | feo (amenazante)                    |
| v       | visibilidad (transparencia inusual) |
| w       | húmedo, rocío                       |

En esta escala, el clima podría reportarse como "s.c." para nieve y nube desprendida o "g.r.q." para la oscuridad, la lluvia y la borrasca.